# طلسم (فیلم)
طلسم فیلمی است به نویسندگی و کارگردانیِ داریوش فرهنگ که سالِ ۱۳۶۵ ساخته شد. جمشید مشایخی و سوسن تسلیمی و پرویز پورحسینی و آتیلا پسیانی در آن ایفای نقش کرده‌اند. این فیلم در چهار رشته نامزد سیمرغ بلورین از پنجمین و هشتمین دورهٔ جشنوارهٔ فیلمِ فجر شد.

## خلاصهٔ داستان
اسبِ ارّابهٔ یک زوج روستایی هنگام سفر به خانه داماد در طوفان شب عروسیشان رم می‌کند و آنها در جنگلی تاریک سرگردان می‌شوند و در جستجویشان برای خروج از جنگل به عمارتی بزرگ می‌رسند که متعلق به یکی از شاهزادگان قاجار است. با اجازه صاحب خانه آنها امکان می‌یابند که شب را در آنجا به سر برند. زوج جوان پس از ورودشان به خانه درمی‌یابند که تنها ساکنان این عمارت بزرگ شازده و پیشکار خواجه‌اش که او را بی‌وجود صدا می‌زند هستند. آنها می‌بیند که شازده بیمار است و پیشکارش چنین توضیح می‌دهد که سال‌ها پیش خانم آینده این خانه در شب عروسیش و پس از ورود به تالار آینه ناپدید شده و دیگر هیچ‌کس از او خبری نیافته است و شازده که بسیار به او علاقمند بوده در این سال‌ها به انتظار بازگشت او نشسته و بیمار گشته است. صبح روز بعد زن جوان در جستجوی شوهر خود به تالار آینه که تمامی دیوارهایش با آینه پوشانیده شده است وارد شده و ناگهان متوجه می‌شود که یکی از آینه‌ها همچون دری نیمه گشوده قرار گرفته است. او که بنا بر سنت تا چند روز نمی‌تواند با هیچ مردی سخن بگوید به گمان آنکه شوهرش آنجاست از آن در عبور کرده و وارد سردابی می‌شود که زنجیرها و چرخ‌دنده‌های بسیاری گرداگردش را فراگرفته است. همان‌طور که زن جوان با تعجب به آنها می‌نگرد ناگهان چرخ‌دنده‌ها به حرکت درآمده، صدای ناله‌ای شنیده شده و در پشت سر او بسته می‌شود. زن با وحشت به سوی در می‌دود و شروع به فریاد زدن می‌کند ولی ناگهان صدای زنی را می‌شنود که می‌گوید هیچ‌کس صدای تو را در اینجا نخواهد شنید. زن جوان با وحشت به پشت سرش نگاه می‌کند و شبح سفیدپوش یک زن را می‌بیند. او خانم خانه است که پنج سال پیش در تالار آینه ناپدید شده بوده و همگان فکر می‌کرده‌اند که فرار کرده است. خانم که لباس عروسی بر تن دارد و موها و پوست صورتش در آن سرداب تاریک به سپیدی لباسش درآمده به دختر جوان می‌گوید که آن کسی که او را در اینجا زندانی کرده پیشکار شازده، یعنی همان بی‌وجود است و او پسر معماری است که این عمارت را ساخته و بدین سبب تنها کسی است که از وجود این در مخفی در تالار آینه اطلاع داشته و اینک آمده است تا خانه‌ای را که متعلق به خود می‌داند تصاحب نماید. از سوی دیگر مرد جوان که تمام عمارت را گشته و اثری از همسرش نیافته است شازده و پیشکارش را متهم به دزدیدن او می‌کند ولی ناگهان درمی‌یابد که همسر شازده نیز در همین خانه ناپدید شده و او را بیمار ساخته است. شازده و مرد جوان که به پیشکار بدگمان شده‌اند تصمیم به تعقیبش می‌گیرند و ناگهان می‌بینند که در تالار آینه ناپدید شد. مرد جوان که اینک مطمئن شده دری مخفی در اتاق وجود دارد به جستجوی آن می‌پردازد. در همین زمان پیشکار در سرداب است و در حالیکه معجون همیشگیش که در طول این سال‌ها توسط خانم برایش تهیه شده است را می‌نوشد به دو زن زندانی می‌گوید که به دلیل حضور این زوج جوان تمامی نقشه‌هایش برهم خورده و برای تصاحب هرچه سریع‌تر خانه‌ای که حقاً به او تعلق دارد باید تمامی آنها را از سر راهش بردارد. ناگهان زنجیرها و چرخ‌دنده‌ها به صدا درآمده و شازده و مرد جوان در آستانهٔ در مخفی تالار آینه ظاهر می‌شوند. شازده با دیدن عروس گم‌شده‌اش بی‌اختیار می‌شود ولی پیشکار بر روی آنها اسلحه می‌کشد. زن جوان که می‌داند در طول این سال‌ها خانم در معجون مورد علاقهٔ پیشکار زهر می‌ریخته است از او می‌خواهد که این را بگوید چون او نمی‌تواند در حال حاضر با مردان سخن بگوید ولی خانم که از دیدن شازده هیجان‌زده شده چیزی نمی‌گوید، پس زن جوان تصمیم به شکستن سکوت خود کرده و به شازده و مرد جوان می‌گوید که از پیشکار نترسند زیرا او زهر خورده است. با گفتن این حرف، پیشکار که دستپاچه شده در صدد شلیک به آنها بر می‌آید که مرد جوان با او درگیر شده و سرانجام پیشکار از پای درمی‌آید. ناگهان از بیرون صدای روستائیانی که به جستجوی زوج جوان آمده‌اند شنیده می‌شود و زن و مرد جوان آن عمارت مرموز را ترک می‌گویند. شازده با شادی بسیار خانم را به اتاق عقدی که در طول این پنج سال همچنان دست نخورده باقی مانده است می‌برد، می‌خواهد پرده‌ها را بکشد ولی نور آفتاب، چشمان به تاریکی عادت‌کردهٔ خانم را می‌آزارد پس او شمع‌های سر میز را روشن می‌کند. ناگهان آستین لباس عروسی خانم به یکی از شمع‌ها گیر کرده و آنرا سرنگون می‌سازد. سفره از شعلهٔ شمع آتش می‌گیرد. شازده به خانم می‌گوید که آیا اجازه می‌دهد که آنرا خاموش کند ولی خانم که به آتش خیره شده می‌گوید سردش است و امیدوار است این آتش تن یخ کردهٔ او را گرم سازد.
زوج جوان دیگر از خانه فاصله گرفته‌اند و با همراهی دیگر روستائیان در حال خروج از جنگل هستند. آن دو لحظه‌ای سرشان را برمی‌گردانند تا آخرین نگاه را به آن خانه مرموز بیندازند. عمارت بزرگ در میان شعله‌های آتش در حال سوختن است.

## فیلم‌نامه
فیلم‌نامهٔ این کار را داریوش فرهنگ بر اساسِ فیلم‌نامه‌ای منتشرنشده به نامِ «قلعه‌ی کولاک» (۱۳۶۴) از بهرام بیضایی و فیلمِ مغاک و آونگ (۱۹۶۱) نوشت. محمّدعلی سپانلو نیز داستانی به همین مضمون از نیمهٔ اوّلِ قرنِ چهاردهمِ هجریِ خورشیدی به خاطر داشته است.

## نمایش
طلسم، پس از نمایشِ محدود در جشنوارهٔ فیلمِ فجرِ ۱۳۶۵، از ۲۸ آبانِ سالِ بعد در سینماهای ایران به نمایشِ عمومی درآمد و فروشِ «روی هم رفته خوبی» داشت.

## بازیگران
- جمشید مشایخی در نقشِ شازده
- سوسن تسلیمی در نقشِ خانم
- پرویز پورحسینی در نقشِ پیشکار
- آتیلا پسیانی در نقشِ داماد
- سوگند رحمانی در نقشِ عروس
- عطاءالله زاهد در نقشِ عاقد
- آتش تقی‌پور در نقشِ پسر عموی بزرگ

## گروهِ تولید
- مدیرِ تولید: حبیب اسماعیلی
- نویسنده و کارگردان: داریوش فرهنگ
- مدیرِ فیلم‌برداری: علیرضا زرّین‌دست
- طرّاحِ صحنه: امیر اثباتی
- عکّاس: اکبر اصفهانی
- تدوین‌گر: روح‌الله امامی
- موسیقی: بابک بیات
- چهره‌پرداز: فرهنگ معیّری، گلی پیکان

## جایزه‌ها
- ۱۳۶۸ - نامزد سیمرغِ بلورینِ بهترین عکسِ فیلم از هشتمین جشنوارهٔ فیلمِ فجر - اکبر اصفهانی
- ۱۳۶۵ - نامزد سیمرغِ بلورینِ بهترین بازیگرِ نقشِ دوّمِ مرد از پنجمین دورهٔ جشنوارهٔ فیلمِ فجر - آتیلا پسیانی
- ۱۳۶۵ - نامزد سیمرغِ بلورینِ بهترین موسیقیِ متن از پنجمین دورهٔ جشنوارهٔ فیلمِ فجر - بابک بیات
- ۱۳۶۵ - نامزد سیمرغِ بلورینِ بهترین تدوین از پنجمین دورهٔ جشنوارهٔ فیلمِ فجر - روح‌الله امامی
- ۱۳۶۶ - انتخاب به‌عنوان پنجمین فیلم سال در دوّمین دورهٔ منتخب نویسندگان و منتقدان[۳]